# Frank Barlow
Pour les articles homonymes, voir Barlow.
Frank Barlow est un historien britannique né le 19 avril 1911 à Wolstanton (en), dans le Staffordshire et mort le 27 juin 2009 à Wonford (en), dans le Devon. Professeur émérite à l'université d'Exeter, il est l'auteur de plusieurs biographies de personnalités de l'Angleterre médiévale comme les rois Édouard le Confesseur et Guillaume le Roux ou l'archevêque Thomas Becket.

## Biographie
Frank Barlow est né le 19 avril 1911 à Wolstanton (en), un village situé à la périphérie de Newcastle-under-Lyme, dans le Staffordshire. Ses parents, Percy Hawthorne Barlow (1878-1964) et Margaret Julia, née Wilkinson (1882-1968), sont professeurs des écoles.
Il étudie au St John's College, l'un des collèges constituant l'université d'Oxford. De 1953 à 1976, il est professeur d'histoire à l'université d'Exeter, puis devient professeur émérite.
Frank Barlow est membre de la British Academy et de la Royal Society of Literature. En 1989, il est nommé Commandeur de l'ordre de l'Empire britannique pour services rendus à l'histoire médiévale de l'Angleterre.
Il meurt le 27 juin 2009, à l'âge de 98 ans.

## Quelques publications
- 1955 : The Feudal Kingdom of England, 1042–1216
- 1962 : The Life of King Edward Who Rests at Westminster (édition de la Vita Ædwardi regis)
- 1970 : Edward the Confessor (réédité en 1997)
- 1979 : The English Church, 1000-1066
- 1979 : The English Church, 1066–1154
- 1983 : The Norman Conquest and Beyond
- 1983 : William Rufus (réédité en 2000)
- 1986 : Thomas Becket (réédité en 1990)
- 1999 : The Carmen de Hastingae Proelio of Guy Bishop of Amiens (édition du Carmen de Hastingae Proelio)
- 2002 : The Godwins: The Rise and Fall of a Noble Dynasty